# Ring 2 (Næstved)
 For alternative betydninger, se Ring 2. (Se også artikler, som begynder med Ring 2)
Ring 2  ofte benævnt O2 er en komplet ringvej der løber omkring Næstved.
Vejen består af Ring Nord (rute 54) – Ring Øst O2 – Ring Syd O2 – Vordingborgvej (rute 22) - Vestre Ringvej (rute 22) og ender til sidst i Ring Nord igen.
Ring 2 skal være med til at tage den tunge trafik der ikke har et ærinde i Næstved til at køre uden om, så byen bliver aflastet for meget gennemkørende trafik. 
Ringvejen er med til at fordele trafikken ud til de store indfaldsveje, som Køgevej/Landevejen som går mod Næstved Centrum og Sydmotorvejen E55/E47 ved Rønnede, Ny Præstøvej (sekundærrute 265) der går mod Præstø, Vordingborgvej (rute 22) der går mod Vordingborg, Karrebækvej (sekundærrute 265) der går mod Karrebæksminde, og Slagelsevej (rute 22) mod Slagelse.
Næstved Kommune planlage på et tidspunkt den sidste del af ringvejen omkring Næstved. Derfor blev en korridor friholdt mellem Fyrrevænget og Birkevænget i bydelen Appenæs vest for Næstved, til en fremtidig sidste del af Ringen omkring Næstved by. Den sidste del af ringvejen omkring Næstved, skulle gå fra Industrivej/Østre Ringvej/Vestre Ringvej primærrute 22 over Susåen og til Vordingborgvej hvor den skulle tilsluttes Ring Syd.
I september 2017 besluttede et enigt Næstved byråd at en fortsættelse af omfartsvejen fra Vordingborgvej og igennem Appenæs langs Susåen til Vestre Ringvej bliver droppet. Linjeføring stammer tilbage fra 1960erne, hvor der var planer om at anlægge en omfartsvej fra Vordingborgvej igennem Appenæs og vest om Næstved. Linjeføring  var langt fremme i 1970erne og var populær hos Vejdirektoratet.